# Blohm & Voss BV 144
Il Blohm & Voss BV 144 era un bimotore da trasporto passeggeri ad ala alta ed impennaggio bideriva realizzato dall'azienda tedesca Blohm & Voss GmbH negli anni quaranta e rimasto allo stadio di prototipo.
Progettato come aereo di linea commerciale avanzato per un utilizzo post-bellico, a causa degli sviluppi avversi alla Germania nazista durante la seconda guerra mondiale, il suo programma di sviluppo venne abbandonato dopo aver realizzato un solo esemplare.

## Storia del progetto
Nel 1940 la DLH presentò alla Blohm & Voss GmbH le specifiche per la realizzazione di un aereo di linea a corto e medio raggio. All'inizio degli anni quaranta infatti gli sviluppi della seconda guerra mondiale erano favorevoli alla Germania nazista tanto che si riteneva opportuno pianificare le esigenze di trasporto in previsione della conclusione del conflitto.
Per assolvere a questo compito i progettisti realizzarono il BV 144, un velivolo dalla struttura interamente metallica propulso da due motori radiali BMW 801 MA. Una caratteristica unica del progetto risiedeva nell'ala ideata per avere un'incidenza variabile e sperimentata nel precedente prototipo di idroaerosilurante Ha 140. Tramite un dispositivo elettromeccanico l'ala poteva ruotare sino a 9° attorno al suo asse principale. Il BV 144 prevedeva 3 persone di equipaggio per una capacità che andava dai 18 ai 23 passeggeri.
Dopo la campagna di Francia del 1940 si decise, per la costruzione di due prototipi del BV 144, di utilizzare le strutture industriali della Société Anonyme des Ateliers d'Aviation Louis Breguet, già costruttrice dei bimotori Breguét Br.690. Il primo, che assunse la denominazione di BV 144 V1, riuscì a compiere il volo inaugurale solo nell'agosto del 1944. Ma oramai, a causa dello sbarco in Normandia del 6 giugno 1944, le sorti della guerra costrinsero i tedeschi a ritirarsi dai territori francesi abbandonando progetti e prototipo. Catturato dalle forze di liberazione francesi, il BV 144 V1 venne dotato delle nuove insegne con la Croce di Lorena ma il suo progetto venne definitivamente abbandonato lasciandolo l'unico costruito.

## Utilizzatori
Francia libera
- Forces aériennes françaises libres

 Germania
- Luftwaffe